# Istapp
Istapp (ve švédštině znamená rampouch) je švédská metalová kapela z Mjöviku v provincii Blekinge. Zformovala se v roce 2005 a hraje melodický black metal. Stěžejní tematikou skupiny je chlad a zima, jedna skladba se jmenuje „I Väntan På den Absoluta Nollpunkten“ (V očekávání absolutní nuly).
Debutní studiové album s názvem Blekinge vyšlo v červnu 2010.

## Diskografie

### Dema
- Må Det Aldrig Töa (2005)
- Ljusets Förfall (2006)
- Promo (2007)

### Studiová alba
- Blekinge (2010)[2]
- Frostbiten (2015)[1]

### Kompilace
- Köldens Union (2007) - obsahuje 2 dema Må Det Aldrig Töa a Ljusets Förfall plus 4 bonusové skladby